# Tapestry (álbum)
Tapestry (em português, Tapeçaria) é um álbum pop da cantora e compositora Carole King, lançado em 1971. Ele apresenta produção mínima por Lou Adler. Tapestry atingiu o #01 na Billboard por 15 semanas consecutivas, até hoje é o álbum por uma mulher que mais tempo ficou nesta posição, sendo este ficando 6 anos nas paradas. Em termos de tempo nas paradas, ocupa o quinto lugar geral, e em termos de charts nas paradas por atos individuais musical ocupa o segundo lugar. Continua a ser o maior álbum de permanência nas paradas por uma artista solo feminina. O álbum também ganhou quatro prêmios Grammy, incluindo Álbum do Ano, Melhor Performance Vocal Pop Feminina, Gravação do Ano ("It's Too Late"), e Canção do Ano ("You've Got a Friend"). Este álbum está na lista dos 200 álbuns definitivos no Rock and Roll Hall of Fame.
King escreveu ou co-escreveu todas as canções do álbum, vários dos quais já haviam sido sucessos de outros artistas como Aretha Franklin "(You Make Me Feel Like) A Natural Woman" e "Will The Shirelles" "Love You Me Tomorrow". Três canções foram co-escritas com o ex-marido Gerry Goffin. James Taylor, que incentivou Carole a cantar suas próprias canções, e que também produziu "Tapestry", teria um #01 com o hit "You've Got a Friend". Duas canções foram co-escritas com Toni Stern: "It's Too Late" e "Where You Lead". O álbum viria a vender mais de 25 milhões de cópias em todo o mundo e ser diamante certificado nos Estados Unidos pela RIAA.
Em 2003, o álbum foi classificado como número 25 na lista da revista Rolling Stone de 500 maiores álbuns de todos os tempos. Em 2001, a rede de TV VH1 nomeou Tapestry o melhor álbum de 39 de sempre.
Vários artistas foram convidados a regravar todas as faixas para um álbum de tributo, o primeiro, lançado em 1995, intitulado Tapestry Revisited: A Tribute to Carole King, que foi certificado de ouro, e o segundo, lançado em 2003, intitulado A New Tapestry - Carole King Tribute.

## Faixas
Todas as músicas foram escritas por Carole King, exceto onde indicado.
Lançamento original do vinil
1. "I Feel the Earth Move" - 2:58
2. "So Far Away" - 3:55
3. "It's Too Late" (letra de Toni Stern) - 3:53
4. "Home Again" - 2:29
5. "Beautiful" - 3:08
6. "Way Over Yonder" - 4:44
7. "You've Got a Friend" - 5:09
8. "Where You Lead" (letra de Toni Stern) - 3:20
9. "Will You Love Me Tomorrow?" (Gerry Goffin, King) - 4:12
10. "Smackwater Jack" (Goffin, King) - 3:41
11. "Tapestry" - 3:13
12. "(You Make Me Feel Like) A Natural Woman" (Goffin, King, Jerry Wexler) - 3:49

O álbum foi relançado em 1999 em CD, com duas faixas bônus inéditas.
1. "I Feel the Earth Move" - 2:58
2. "So Far Away" - 3:55
3. "It's Too Late" - 3:53
4. "Home Again" - 2:29
5. "Beautiful" - 3:08
6. "Way Over Yonder" - 4:44
7. "You've Got a Friend" - 5:09
8. "Where You Lead" - 3:20
9. "Will You Love Me Tomorrow?" - 4:12
10. "Smackwater Jack" - 3:41
11. "Tapestry" - 3:13
12. "(You Make Me Feel Like) A Natural Woman" - 3:49
13. "Out in the Cold" (faixa bônus) - 2:44
14. "Smackwater Jack" (Live) (bonus track) - 3:21

## Hits deTapestry
No total foram 8 hits da 12 cançãos de Tapestry. Duas já tinha sido hits, sendo que somente 4 foram na voz de Carole.
| Ano  | Artista          | Canção                                    | Chart | Notas               |
| ---- | ---------------- | ----------------------------------------- | ----- | ------------------- |
| 1961 | The Shirelles    | "Will You Love Me Tomorrow"               | 1     |                     |
| 1967 | Aretha Franklin  | "(You Make Me Feel Like) A Natural Woman" | 8     |                     |
| 1971 | Carole King      | "It's Too Late"                           | 1     |                     |
| 1971 | Carole King      | "I Feel the Earth Move"                   | 1     | com "It's Too Late" |
| 1971 | Carole King      | "So Far Away"                             | 14    |                     |
| 1971 | Carole King      | "Smackwater Jack"                         | 14    | com "So Far Away"   |
| 1971 | James Taylor     | "You've Got a Friend"                     | 1     |                     |
| 1971 | Barbra Streisand | "Where You Lead"                          | 40    |                     |
| 1972 | Barbra Streisand | "Where You Lead"                          | 37    |                     |

## Charts
| Álbum - Billboard (U.S.) |                     |          |
| Year                     | Chart               | Position |
| 1971                     | Pop Albums          | 1        |
| 2000                     | Top Internet Albums | 13       |

| Singles - Billboard (U.S.) |                         |                    |         |
| Ano                        | Single                  | Chart              | Posição |
| 1971                       | "I Feel the Earth Move" | Pop Singles        | 1       |
| 1971                       | "It's Too Late"         | Adult Contemporary | 1       |
| 1971                       | "It's Too Late"         | Pop Singles        | 1       |
| 1971                       | "Smackwater Jack"       | Pop Singles        | 14      |
| 1971                       | "So Far Away"           | Adult Contemporary | 3       |
| 1971                       | "So Far Away"           | Pop Singles        | 14      |

## Awards
| Grammy Awards |                       |                                   |
| Year          | Winner                | Category                          |
| 1971          | "It's Too Late"       | Record Of The Year                |
| 1971          | Tapestry              | Album Of The Year                 |
| 1971          | Tapestry              | Best Female Pop Vocal Performance |
| 1971          | "You've Got a Friend" | Song Of The Year                  |